# Olympische Sommerspiele 2012/Teilnehmer (Südafrika)
| Gelbes Symbol für Goldmedaillen mit stilisierten Olympischen Ringen | Graues Symbol für Silbermedaillen mit stilisierten Olympischen Ringen | Braundes Symbol für Bronzemedaillen mit stilisierten Olympischen Ringen |
| ------------------------------------------------------------------- | --------------------------------------------------------------------- | ----------------------------------------------------------------------- |
| 3                                                                   | 2                                                                     | 1                                                                       |

Südafrika nahm in London an den Olympischen Spielen 2012 teil. Es war die insgesamt 18. Teilnahme an Olympischen Sommerspielen. Vom South African Sports Confederation and Olympic Committee wurden insgesamt 125 Athleten in 17 Sportarten nominiert.
Fahnenträgerin bei der Eröffnungsfeier war die Leichtathletin Caster Semenya.

## Medaillen

### Medaillenspiegel
| Medaillenspiegel Südafrika |                |                              |                           |                           |        |
| Platz                      | Sportart       | Goldmedaille – Olympiasieger | Silbermedaille – 2. Platz | Bronzemedaille – 3. Platz | Gesamt |
|                            | Schwimmen      | 2                            | 1                         | –                         | 3      |
|                            | Rudern         | 1                            | –                         | –                         | 1      |
|                            | Leichtathletik | –                            | 1                         | –                         | 1      |
|                            | Kanu           | –                            | –                         | 1                         | 1      |

### Medaillengewinner

#### Gold
| Name                                                       | Sportart  | Wettkampf                      |
| ---------------------------------------------------------- | --------- | ------------------------------ |
| Chad le Clos                                               | Schwimmen | 200 Meter Schmetterling Männer |
| Cameron van der Burgh                                      | Schwimmen | 100 Meter Brust Männer         |
| Matthew Brittain Lawrence Ndlovu John Smith James Thompson | Rudern    | Leichtgewichts-Vierer Männer   |

#### Silber
| Name           | Sportart       | Wettkampf                      |
| -------------- | -------------- | ------------------------------ |
| Chad le Clos   | Schwimmen      | 100 Meter Schmetterling Männer |
| Caster Semenya | Leichtathletik | 800 Meter Frauen               |

#### Bronze
| Name              | Sportart | Wettkampf              |
| ----------------- | -------- | ---------------------- |
| Bridgitte Hartley | Kanu     | K 1, 500 Meter, Frauen |

## Teilnehmer nach Sportarten

### Badminton
| Athleten                        | Wettbewerb | Gruppenphase                                                        | Gruppenphase                                           | Gruppenphase | Gruppenphase | Viertelfinale          | Viertelfinale    | Halbfinale    | Halbfinale    | Finale        | Finale        | Rang |
| Athleten                        | Wettbewerb | Gegner                                                              | Ergebnis                                               | Punkte       | Rang         | Gegner                 | Ergebnis         | Gegner        | Ergebnis      | Gegner        | Ergebnis      | Rang |
| ------------------------------- | ---------- | ------------------------------------------------------------------- | ------------------------------------------------------ | ------------ | ------------ | ---------------------- | ---------------- | ------------- | ------------- | ------------- | ------------- | ---- |
| Frauen                          |            |                                                                     |                                                        |              |              |                        |                  |               |               |               |               |      |
| Michelle Edwards Annari Viljoen | Doppel     | Ha J. E. Kim M. J. L. Choo R. Veeran Greysia Polii Meiliana Jauhari | 2:0* (21:0, 21:0)* 0:2 (9:21, 7:21) 2:0* (21:0, 21:0)* | 2 (100:42)*  | 2            | V. Sorokina N. Vislova | 0:2 (9:21, 7:21) | ausgeschieden | ausgeschieden | ausgeschieden | ausgeschieden | 5    |
| Männer                          |            |                                                                     |                                                        |              |              |                        |                  |               |               |               |               |      |
| Dorian James Willem Viljoen     | Doppel     | M. Boe C. Mogensen C. Biao G. Zhendong I. Sozonov V. Ivanov         | 0:2 (6:21, 12:21) 0:2 (8:21, 13:21) 0:2 (13:21, 15:21) | 0 (67:126)   | 4            | ausgeschieden          | ausgeschieden    | ausgeschieden | ausgeschieden | ausgeschieden | ausgeschieden | 13   |

### Beachvolleyball
| Athleten                        | Gruppenphase                                                             | Gruppenphase                                             | Gruppenphase | Gruppenphase | Achtelfinale  | Achtelfinale  | Viertelfinale | Viertelfinale | Halbfinale    | Halbfinale    | Finale        | Finale        | Rang |
| Athleten                        | Gegner                                                                   | Ergebnis                                                 | Punkte       | Rang         | Gegner        | Ergebnis      | Gegner        | Ergebnis      | Gegner        | Ergebnis      | Gegner        | Ergebnis      | Rang |
| ------------------------------- | ------------------------------------------------------------------------ | -------------------------------------------------------- | ------------ | ------------ | ------------- | ------------- | ------------- | ------------- | ------------- | ------------- | ------------- | ------------- | ---- |
| Männer                          |                                                                          |                                                          |              |              |               |               |               |               |               |               |               |               |      |
| Grant Goldschmidt Freedom Chiya | J. Gibb / S. Rosenthal A. Samoilovs / R. Sorokins G. Fijalek / M. Prudel | 0:2 (10:21, 11:21) 0:2 (12:21, 10:21) 0:2 (19:21, 13:21) | 3            | 4            | ausgeschieden | ausgeschieden | ausgeschieden | ausgeschieden | ausgeschieden | ausgeschieden | ausgeschieden | ausgeschieden | 19   |

### Bogenschießen
| Athleten      | Wettbewerb | Qualifikation | Qualifikation | 1. Runde             | 1. Runde | 2. Runde | 2. Runde | Achtelfinale | Achtelfinale | Viertelfinale | Viertelfinale | Halbfinale | Halbfinale | Finale | Finale   | Rang |
| Athleten      | Wettbewerb | Ringe         | Rang          | Gegner               | Ergebnis | Gegner   | Ergebnis | Gegner       | Ergebnis     | Gegner        | Ergebnis      | Gegner     | Ergebnis   | Gegner | Ergebnis | Rang |
| ------------- | ---------- | ------------- | ------------- | -------------------- | -------- | -------- | -------- | ------------ | ------------ | ------------- | ------------- | ---------- | ---------- | ------ | -------- | ---- |
| Frauen        |            |               |               |                      |          |          |          |              |              |               |               |            |            |        |          |      |
| Karen Hultzer | Einzel     | 631           | 46            | Pia Lionetta Italien | 2:6      | -        | -        | -            | -            | -             | -             | -          | -          | -      | -        | 33   |

### Boxen
| Athleten         | Wettbewerb              | 1. Runde                | 1. Runde | Achtelfinale          | Achtelfinale | Viertelfinale | Viertelfinale | Halbfinale | Halbfinale | Finale | Finale   | Rang |
| Athleten         | Wettbewerb              | Gegner                  | Ergebnis | Gegner                | Ergebnis     | Gegner        | Ergebnis      | Gegner     | Ergebnis   | Gegner | Ergebnis | Rang |
| ---------------- | ----------------------- | ----------------------- | -------- | --------------------- | ------------ | ------------- | ------------- | ---------- | ---------- | ------ | -------- | ---- |
| Männer           |                         |                         |          |                       |              |               |               |            |            |        |          |      |
| Ayabonga Sonjica | Bantamgewicht bis 56 kg | Detelin Dalakliev       | 6:15     | -                     | -            | -             | -             | -          | -          | -      | -        | 17   |
| Siphiwe Lusizi   | Weltergewicht bis 69 kg | Ahmed Abdulkareem Ahmed | 17:13    | Gabriel Maestre Perez | 13:18        | -             | -             | -          | -          | -      | -        | 9    |

### Fußball
| Wettbewerb   | Frauen |
| ------------ | --- |
| Athleten     | Roxanne Barker Zamandosi Cele Amanda Dlamini Judith Hlumbane Refiloe Jane Kylie Ann Louw Noko Matlou Andisiwe Mgcoyi Philadelphia Mndaweni Portia Modise Sanah Mollo Robyn Moodaly Marry Ntsweng Nompumelelo Nyandeni Amanda Sister Leandra Smeda Janine van Wyk Nothando Vilakazi |
| Trainer      | Joseph Mkhonza |
| Gruppenphase | Schweden 1:4 (0:3) Kanada 0:3 (0:1) Japan 0:0 |

### Gewichtheben
| Athleten    | Wettbewerb       | Reißen  | Reißen | Stoßen  | Stoßen | Zweikampf | Zweikampf | Rang |
| Athleten    | Wettbewerb       | Gewicht | Rang   | Gewicht | Rang   | Gewicht   | Rang      | Rang |
| ----------- | ---------------- | ------- | ------ | ------- | ------ | --------- | --------- | ---- |
| Männer      |                  |         |        |         |        |           |           |      |
| Jean Greeff | Klasse bis 94 kg | 137 kg  | 20     | 176 kg  | 20     | 313 kg    | 20        | 20   |

### Hockey
| Wettbewerb        | Frauen | Männer |
| ----------------- | --- | --- |
| Athleten          | Tarryn Bright Dirkie Chamberlain Pietie Coetzee Bernadette Coston Sulette Damons Illse Davids Lisa-Marie Deetlefs Lesle-Ann George Lenise Marais Marsha Marescia Mariette Rix Shelley Russell Kathleen Taylor Nicolene Terblanche Jennifer Wilson Kate Woods | Andrew Cronje Timothy Drummond Ian Haley Rhett Halkett Marvin Harper Julian Hykes Lance Louw Lloyd Madsen Thornton McDade Lloyd Norris-Jones Taine Paton Wade Paton Erasmus Pieterse Justin Reid-Ross Jonathan Robinson Austin Smith |
| Trainer           | Fabian Gregory | Gregg Clark |
| Gruppenphase      | Argentinien 1:7 (1:5) Neuseeland 1:4 (0:3) Deutschland 0:2 (0:1) Australien 0:1 (0:1) USA 7:0 (4:0) | Australien 0:6 (0:2) Großbritannien 2:2 (0:1) Spanien 2:3 (1:1) Pakistan 4:5 (3:3) Argentinien 3:6 (2:2) |
| Platzierungsspiel | Spiel um Platz 9: Japan 1:2 n. V. (1:0, 1:1) | Spiel um Platz 11: Indien 3:2 (2:1) |
| Halbfinale        | ausgeschieden | ausgeschieden |
| Finale            | ausgeschieden | ausgeschieden |
| Platzierung       | 10 | 11 |

### Judo
| Athleten       | Wettbewerb       | 1. Runde | 1. Runde | Achtelfinale  | Achtelfinale | Viertelfinale | Viertelfinale | Hoffnungsrunde Halbfinale | Hoffnungsrunde Halbfinale | Halbfinale | Halbfinale | Hoffnungsrunde Finale | Hoffnungsrunde Finale | Finale | Finale   | Rang |
| Athleten       | Wettbewerb       | Gegner   | Ergebnis | Gegner        | Ergebnis     | Gegner        | Ergebnis      | Gegner                    | Ergebnis                  | Gegner     | Ergebnis   | Gegner                | Ergebnis              | Gegner | Ergebnis | Rang |
| -------------- | ---------------- | -------- | -------- | ------------- | ------------ | ------------- | ------------- | ------------------------- | ------------------------- | ---------- | ---------- | --------------------- | --------------------- | ------ | -------- | ---- |
| Männer         |                  |          |          |               |              |               |               |                           |                           |            |            |                       |                       |        |          |      |
| Gideon van Zyl | Klasse bis 73 kg | BYE      | BYE      | Rustam Orujov | 0101:100 UNN | -             | -             | -                         | -                         | -          | -          | -                     | -                     | -      | -        | 17   |

### Kanu

#### Kanurennsport
| Athleten          | Wettbewerb | Vorlauf      | Vorlauf | Halbfinale   | Halbfinale | Finale       | Finale | Rang   |
| Athleten          | Wettbewerb | Zeit         | Rang    | Zeit         | Rang       | Zeit         | Rang   | Rang   |
| ----------------- | ---------- | ------------ | ------- | ------------ | ---------- | ------------ | ------ | ------ |
| Frauen            |            |              |         |              |            |              |        |        |
| Tiffany Kruger    | K-1 200 m  | 46,122 s     | 7       | -            | -          | -            | -      | 28     |
| Bridgitte Hartley | K-1 500 m  | 1:53,051 min | 2       | 1:51,286 min | 1          | 1:52,923 min | 3      | Bronze |

### Leichtathletik
Laufen und Gehen
| Athleten                                                       | Wettbewerb        | Vorlauf     | Vorlauf | Halbfinale  | Halbfinale | Finale      | Finale | Rang   |
| Athleten                                                       | Wettbewerb        | Zeit        | Rang    | Zeit        | Rang       | Zeit        | Rang   | Rang   |
| -------------------------------------------------------------- | ----------------- | ----------- | ------- | ----------- | ---------- | ----------- | ------ | ------ |
| Frauen                                                         |                   |             |         |             |            |             |        |        |
| Caster Semenya                                                 | 800 m             | 2:00,71 min | 2       | 1:57,67 min | 1          | 1:57,23 min | 2      | Silber |
| René Kalmer                                                    | Marathon          | –           | –       | –           | –          | 2:30:51 h   | 35     | 35     |
| Tanith Maxwell                                                 | Marathon          | –           | –       | –           | –          | 2:40:27 h   | 81     | 81     |
| Irvette van Blerk                                              | Marathon          | –           | –       | –           | –          | DNF         | DNF    | DNF    |
| Männer                                                         |                   |             |         |             |            |             |        |        |
| Anaso Jobodwana                                                | 200 m             | 20,46 s     | 2       | 20,27 s     | 2          | 20,69 s     | 8      | 8      |
| Willem de Beer                                                 | 400 m             | DNS         | DNS     | -           | -          | -           | -      | DNS    |
| Oscar Pistorius                                                | 400 m             | 45,44 s     | 2       | 46,54 s     | 8          | -           | -      | 23     |
| André Olivier                                                  | 800 m             | 1:46,42 min | 3       | 1:45,44 min | 5          | -           | -      | 13     |
| Lusapho April                                                  | Marathon          | –           | –       | –           | –          | 2:19:00 h   | 43     | 43     |
| Stephen Mokoka                                                 | Marathon          | –           | –       | –           | –          | 2:19:52 h   | 49     | 49     |
| Coolboy Ngamole                                                | Marathon          | –           | –       | –           | –          | DNF         | DNF    | DNF    |
| Lehann Fourie                                                  | 110 m Hürden      | 13,49 s     | 2       | 13,28 s     | 3          | 13,53 s     | 7      | 7      |
| Cornel Fredericks                                              | 400 m Hürden      | 52,29 s     | 8       | -           | -          | -           | -      | 44     |
| L. J. van Zyl                                                  | 400 m Hürden      | 50,31 s     | 6       | -           | -          | -           | -      | 34     |
| Oscar Pistorius Willie de Beer Shaun de Jager Ofentse Mogawane | 4 × 400-m-Staffel | DNF         | DNF     | –           | –          | 3:03,46     | 8      | 8      |
| Marc Mundell                                                   | 50 km Gehen       | –           | –       | –           | –          | 3:55:32 h   | 32     | 32     |

Springen und Werfen
| Athleten               | Wettbewerb  | Qualifikation | Qualifikation | Finale     | Finale | Rang |
| Athleten               | Wettbewerb  | Weite/Höhe    | Rang          | Weite/Höhe | Rang   | Rang |
| ---------------------- | ----------- | ------------- | ------------- | ---------- | ------ | ---- |
| Frauen                 |             |               |               |            |        |      |
| Sunette Viljoen        | Speerwerfen | 65,92 m       | 1             | 64,53 m    | 4      | 4    |
| Männer                 |             |               |               |            |        |      |
| Godfrey Khotso Mokoena | Weitsprung  | 8,02 m        | 7             | 7,93 m     | 7      | 7    |

Mehrkampf
| Athleten         | 100 m   | 100 m  | Weitsprung | Weitsprung | Kugelstoßen | Kugelstoßen | Hochsprung | Hochsprung | 400 m   | 400 m  | 110 m Hürden | 110 m Hürden | Diskuswerfen | Diskuswerfen | Stabhochsprung | Stabhochsprung | Speerwerfen | Speerwerfen | 1500 m      | 1500 m | Punkte | Rang |
| Athleten         | Zeit    | Punkte | Weite      | Punkte     | Weite       | Punkte      | Höhe       | Punkte     | Zeit    | Punkte | Zeit         | Punkte       | Weite        | Punkte       | Höhe           | Punkte         | Weite       | Punkte      | Zeit        | Punkte | Punkte | Rang |
| ---------------- | ------- | ------ | ---------- | ---------- | ----------- | ----------- | ---------- | ---------- | ------- | ------ | ------------ | ------------ | ------------ | ------------ | -------------- | -------------- | ----------- | ----------- | ----------- | ------ | ------ | ---- |
| Zehnkampf Männer |         |        |            |            |             |             |            |            |         |        |              |              |              |              |                |                |             |             |             |        |        |      |
| Willem Coertzen  | 11,09 s | 841    | 7,17 m     | 1695       | 13,79 m     | 2410        | 2,05 m     | 3260       | 48,56 s | 4142   | 14,15 s      | 5097         | 43,58 m      | 5835         | 4,50 m         | 6595           | 64,79 m     | 7405        | 4:26,52 min | 8173   | 8173   | 9    |

### Radsport

#### Bahn
| Athleten            | Wettbewerb | Qualifikation | Qualifikation | Finals | Finals | Rang |
| Athleten            | Wettbewerb | Zeit          | Rang          | Zeit | Rang   | Rang |
| ------------------- | ---------- | ------------- | ------------- | --- | ------ | ---- |
| Männer              |            |               |               | |        |      |
| Bernard Esterhuizen | Sprint     | 10,350 s      | 15            | Ausgeschieden im 1/16 Finale gegen Robert Förstemann, im Entscheidungslauf wieder rein, und im Achtelfinale gegen Jason Kenny ausgeschieden. | 11     | 11   |
| Bernard Esterhuizen | Keirin     | DNS           | DNS           | - | -      | DNS  |

#### Straße
| Athleten             | Wettbewerb       | Zeit                 | Rang |
| -------------------- | ---------------- | -------------------- | ---- |
| Frauen               |                  |                      |      |
| Robyn de Groot       | Straßenrennen    | OTL unter Zeit Limit | OTL  |
| Ashleigh Moolman     | Straßenrennen    | 3:35:56 h            | 16   |
| Joanna van de Winkel | Straßenrennen    | 3:35:56 h            | 28   |
| Robyn de Groot       | Einzelzeitfahren | 42:23:57 h           | 24   |
| Männer               |                  |                      |      |
| Daryl Impey          | Straßenrennen    | 5:46:37 h            | 40   |

#### Mountainbike
| Athleten          | Wettbewerb    | Zeit      | Rang |
| ----------------- | ------------- | --------- | ---- |
| Frauen            |               |           |      |
| Candice Neethling | Cross-Country | 1:45:03 h | 28   |
| Männer            |               |           |      |
| Phillip Buys      | Cross-Country | 1:40:11 h | 35   |
| Burry Stander     | Cross-Country | 1:29:37 h | 5    |

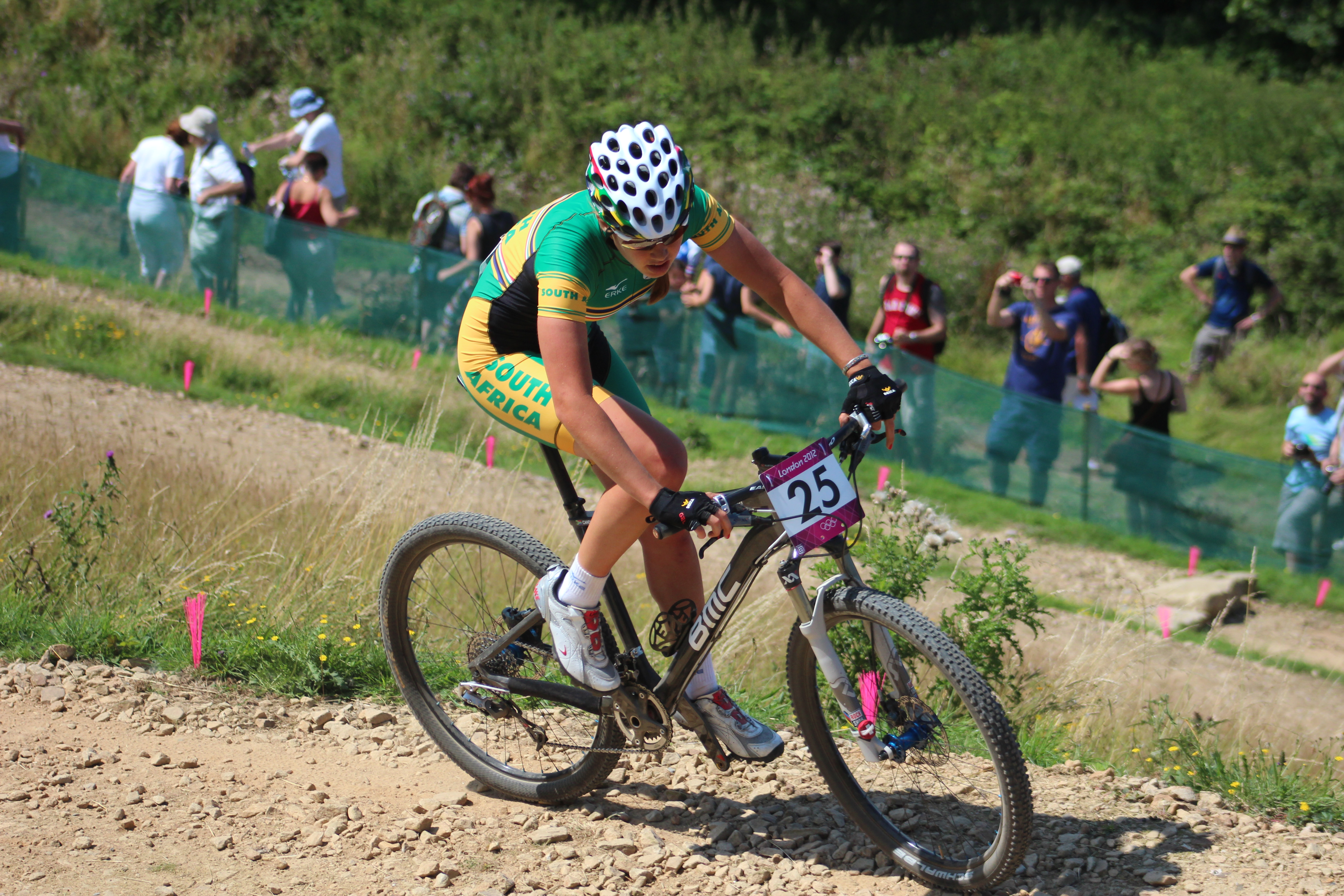
Candice Neethling
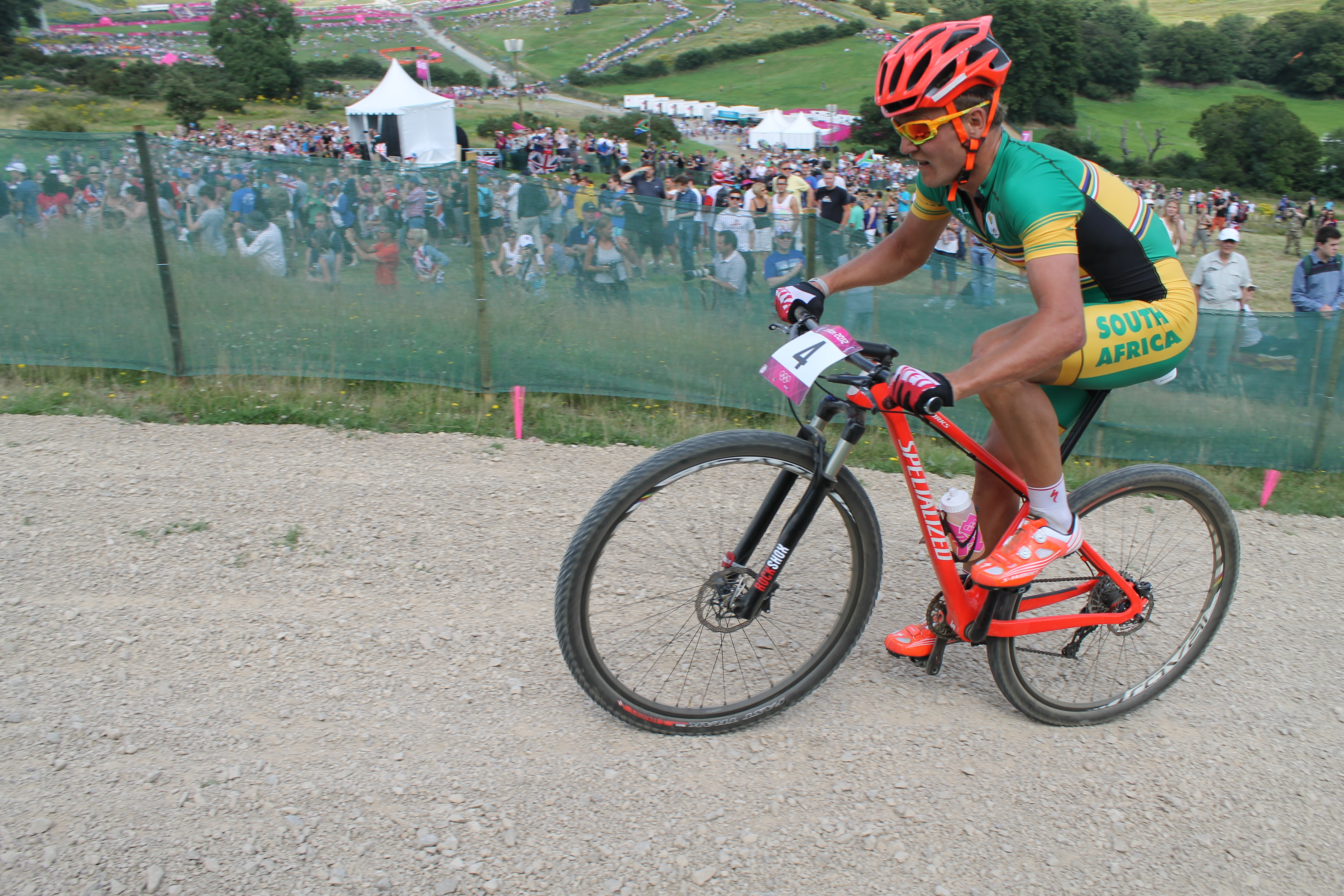
Burry Stander
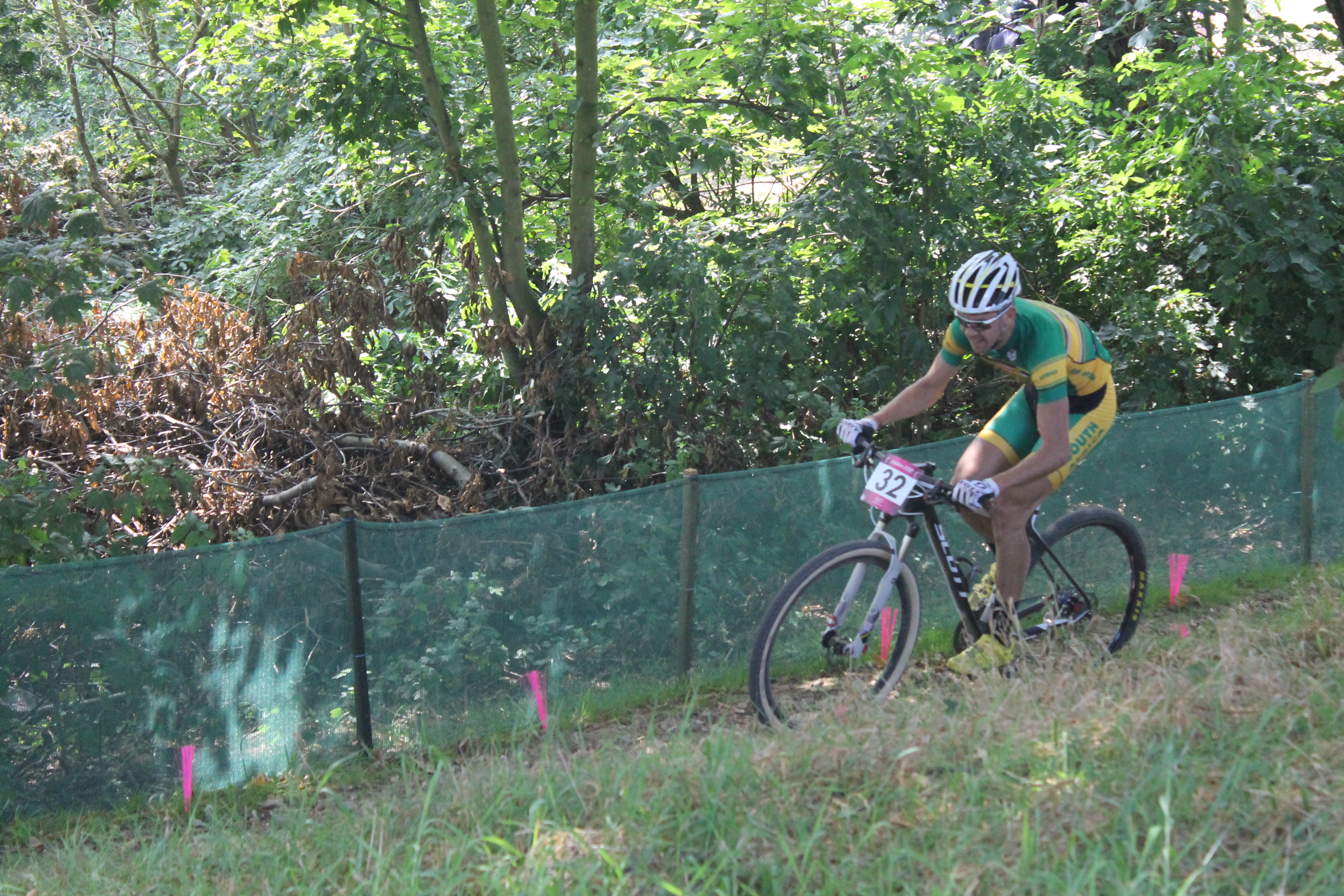
Philip Buys

#### BMX
| Athleten      | Wettbewerb | Qualifikation | Qualifikation | Viertelfinale | Viertelfinale | Halbfinale | Halbfinale | Finale | Finale | Rang |
| Athleten      | Wettbewerb | Zeit          | Rang          | Punkte        | Rang          | Zeit       | Rang       | Zeit   | Rang   | Rang |
| ------------- | ---------- | ------------- | ------------- | ------------- | ------------- | ---------- | ---------- | ------ | ------ | ---- |
| Männer        |            |               |               |               |               |            |            |        |        |      |
| Sifiso Nhlapo | Race       | 40,788 s      | 30            | 27            | 8             | -          | -          | -      | -      | 28   |

### Reiten
| Athleten            | Wettbewerb | Strafpunkte | Rang |
| ------------------- | ---------- | ----------- | ---- |
| Vielseitigkeit      |            |             |      |
| Alexander Peternell | Einzel     | 123,40      | 51   |

### Rudern
| Athleten                                                   | Wettbewerb            | Vorlauf     | Vorlauf | Hoffnungslauf | Hoffnungslauf | Viertelfinale | Viertelfinale | Halbfinale  | Halbfinale | Finale      | Finale | Rang |
| Athleten                                                   | Wettbewerb            | Zeit        | Rang    | Zeit          | Rang          | Zeit          | Rang          | Zeit        | Rang       | Zeit        | Rang   | Rang |
| ---------------------------------------------------------- | --------------------- | ----------- | ------- | ------------- | ------------- | ------------- | ------------- | ----------- | ---------- | ----------- | ------ | ---- |
| Frauen                                                     |                       |             |         |               |               |               |               |             |            |             |        |      |
| Lee-Ann Persse Naydene Smith                               | Zweier                | 7:14,31 min | 4       | 7:18,96 min   | 4             | –             | –             | –           | –          | 7:56,40 min | 2      | 8    |
| Männer                                                     |                       |             |         |               |               |               |               |             |            |             |        |      |
| Matthew Brittain Lawrence Ndlovu John Smith James Thompson | Leichtgewichts-Vierer | 5:54,62 min | 2       | –             | –             | –             | –             | 6:04,21 min | 2          | 6:02,84 min | 1      | Gold |

### Schießen
| Athleten       | Wettbewerb | Qualifikation | Qualifikation | Finale | Finale | Ringe | Rang |
| Athleten       | Wettbewerb | Ringe         | Rang          | Ringe  | Rang   | Ringe | Rang |
| -------------- | ---------- | ------------- | ------------- | ------ | ------ | ----- | ---- |
| Männer         |            |               |               |        |        |       |      |
| Alistair Davis | Doppeltrap | 132           | 15            | -      | -      | 132   | 15   |

### Schwimmen
| Athleten                                                   | Wettbewerb                 | Vorlauf      | Vorlauf | Halbfinale                 | Halbfinale | Finale                     | Finale | Rang   |
| Athleten                                                   | Wettbewerb                 | Zeit         | Rang    | Zeit                       | Rang       | Zeit                       | Rang   | Rang   |
| ---------------------------------------------------------- | -------------------------- | ------------ | ------- | -------------------------- | ---------- | -------------------------- | ------ | ------ |
| Frauen                                                     |                            |              |         |                            |            |                            |        |        |
| Trudi Maree                                                | 50 m Freistil              | 25,78 s      | 8       | -                          | -          | -                          | -      | 36     |
| Wendy Trott                                                | 800 m Freistil             | 8:28,98 min  | 4       | –                          | –          | -                          | -      | 12     |
| Suzaan van Biljon                                          | 200 m Brust                | 2:25,94 min  | 4       | 2:23,21 min (Afrikarekord) | 3          | 2:23,72 min                | 7      | 7      |
| Karin Prinsloo                                             | 200 m Rücken               | 2:10,34 min  | 5       | 2:11,42 min                | 8          | -                          | -      | 16     |
| Kathryn Meaklim                                            | 200 m Lagen                | 2:15,25 min  | 7       | -                          | -          | -                          | -      | 24     |
| Kathryn Meaklim                                            | 400 m Lagen                | 4:43,46 min  | 6       | –                          | –          | -                          | -      | 16     |
| Jessica Roux                                               | 10 km Freiwasser           | –            | –       | –                          | –          | DNF                        | DNF    | DNF    |
| Männer                                                     |                            |              |         |                            |            |                            |        |        |
| Gideon Louw                                                | 50 m Freistil              | 22,12 s      | 4       | 21,92 s                    | 5          | -                          | -      | 9      |
| Roland Schoeman                                            | 50 m Freistil              | 21,92 s      | 1       | 21,88 s                    | 4          | 21,80 s                    | 6      | 6      |
| Gideon Louw                                                | 100 m Freistil             | 48,29 s      | 2       | 48,44 s                    | 4          | -                          | -      | 9      |
| Graeme Moore                                               | 100 m Freistil             | 49,29 s      | 7       | -                          | -          | -                          | -      | 21     |
| Heerden Herman                                             | 400 m Freistil             | 3:57,28 min  | 8       | –                          | –          | -                          | -      | 25     |
| Heerden Herman                                             | 1500 m Freistil            | 15:25,71 min | 6       | –                          | –          | -                          | -      | 21     |
| Chad le Clos                                               | 100 m Schmetterling        | 51,54 s      | 1       | 51,42 s                    | 1          | 51,44 s                    | 2      | Silber |
| Chad le Clos                                               | 200 m Schmetterling        | 1:55,23 min  | 2       | 1:54,34 min (Afrikarekord) | 2          | 1:52,96 min (Afrikarekord) | 1      | Gold   |
| Cameron van der Burgh                                      | 100 m Brust                | 59,79 s      | 2       | 58,83 s (Olympiarekord)    | 1          | 58,46 s (Weltrekord)       | 1      | Gold   |
| Charl Crous                                                | 100 m Rücken               | 55,37 s      | 8       | -                          | -          | -                          | -      | 32     |
| Darren Murray                                              | 200 m Rücken               | 2:00,01 min  | 3       | -                          | -          | -                          | -      | 25     |
| Chad le Clos                                               | 200 m Lagen                | 1:59,45 min  | 3       | 1:58,49 min                | 5          | -                          | -      | 9      |
| Darian Townsend                                            | 200 m Lagen                | 2:00,67 min  | 7       | -                          | -          | -                          | -      | 21     |
| Chad le Clos                                               | 400 m Lagen                | 4:12,24 min  | 1       | –                          | –          | 4:12,42 min                | 5      | 5      |
| Riaan Schoeman                                             | 400 m Lagen                | 4:17,22 min  | 6       | –                          | –          | -                          | -      | 19     |
| Graeme Moore Leith Shankland Gideon Louw Roland Schoeman   | 4 × 100-m-Freistil-Staffel | 3:13,93 min  | 2       | –                          | –          | 3:13,45 min                | 5      | 5      |
| Jean Basson Heerden Herman Sebastien Rousseau Graeme Moore | 4 × 200-m-Freistil-Staffel | 7:11,51 min  | 3       | –                          | –          | 7:09,65 min                | 7      | 7      |
| Chad le Clos Cameron van der Burgh Gideon Louw Charl Crous | 4 × 100-m-Lagen-Staffel    | 3:35,23 min  | 7       | –                          | –          | -                          | -      | 13     |
| Hercules Prinsloo                                          | 10 km Freiwasser           | –            | –       | –                          | –          | 1:50:52,9 h                | 12     | 12     |

### Segeln
Fleet Race
| Athleten                  | Wettbewerb | Qualifikation | Qualifikation | Medal Race | Medal Race | Punkte | Rang |
| Athleten                  | Wettbewerb | Punkte        | Rang          | Punkte     | Rang       | Punkte | Rang |
| ------------------------- | ---------- | ------------- | ------------- | ---------- | ---------- | ------ | ---- |
| Männer                    |            |               |               |            |            |        |      |
| Asenathi Jim Roger Hudson | 470er      | 221           | 26            | 221        | 26         | 221    | 26   |

### Triathlon
| Athleten        | Wettbewerb | Zeit      | Rang |
| --------------- | ---------- | --------- | ---- |
| Frauen          |            |           |      |
| Kate Roberts    | Einzel     | 2:02:46 h | 22   |
| Gillian Sanders | Einzel     | 2:02:28 h | 19   |
| Männer          |            |           |      |
| Richard Murray  | Einzel     | 1:49:15 h | 17   |